# ايون (مجلة)
مجلة إيون Aeon هي مجلة رقمية للأفكار والفلسفة والثقافة. تنشر المجلة مقالات جديدة كل يوم من أيام الأسبوع، وتصف نفسها بأنها مجلة "تطرح أكبر الأسئلة وتجد الإجابات الأحدث والأكثر أصالة، والتي تقدمها سلطات رائدة عالميًا في مجال العلوم والفلسفة والمجتمع". تنشر المجلة شركة ايون Media Group، التي لديها مكاتب في لندن ونيويورك وملبورن.

## تاريخها
تأسست شركة ايون في لندن في سبتمبر 2012 على يد بول وبريجيد هاينز، زوجين أستراليين. ولديها الآن مكاتب في لندن وملبورن ونيويورك. في 1 يوليو 2016، أصبحت ايون مؤسسة خيرية مسجلة لدى لجنة المؤسسات الخيرية وغير الربحية الأسترالية، في فئات تعزيز الثقافة وتعزيز التعليم. كما قامت أيضًا بتسجيل شركتها التابعة، ايون امريكا، باعتبارها منظمة خيرية 501(c)(3)  في الولايات المتحدة، ضمن فئة التعليم.
في أبريل 2020، أطلقت المجلة موقع شقيق، مجلة Psyche، والتي سميت على اسم مفهوم نفس في علم النفس،  والتي تنشر أفكار وأدلة ومقاطع فيديو حول علم النفس والفلسفة والفنون. عام 2022، أطلقوا Sophia Club، وهو "برنامج للأحداث الثقافية".

## الشكل
يتكون محتوى ايون من مقالات طويلة وأفلام وثائقية قصيرة تحت مشروع ايون فيديو. كانت ايون تنشر أيضًا أفكار ايون، والتي كانت تتكون من مقالات قصيرة. وقد تم نشرها الآن في مطبوعة جديدة، Psyche.

### ايونفيديو
يتألف برنامج ايون فيديو من مختارات مختارة وأفلام وثائقية قصيرة حصرية لشركة ايون ومسلسلات أصلية أنتجتها ايون. وأبرز هذه البرامج هي سلسلة "في الأفق"، التي تتضمن مقابلات ومناقشات مع كبار الفلاسفة والعلماء والمفكرين والكتاب.
تم اختيار العديد من الأعمال الحصرية ' ايون ضمن اختيارات طاقم Vimeo، بما في ذلك Dramatic and Mild، وAmerican Renaissance، وGrandpa and Me and a Helicopter to Heaven، وCutting Loose، وGlas، وWorld Fair.

## المساهمون
ساهم في هذا الكتاب مجموعة واسعة من الأكاديميين والصحفيين والكتاب العلميين، بما فيهم:
- بيتر أدامسون,[9]
- Martin W Angler[10]
- آلان باديو
- جوليان باجيني
- فيليب بال
- شهيده باري
- جيمي بارتليت
- Matthew Battles[11]
- سفين بيركيرتس
- أرماند دي أنجور
- ديفيد دويتش
- فينسنت ت. ديفيتا
- فرانس دي فال[12]
- فينتشنزو دي نيكولا
- Tim Footman
- ألين فرانسيس
- كارل جون فريستون
- Jessa Gamble
- Michael Graziano
- Toby Green
- Pekka Hämäläinen
- سابين هوسنفيلدر
- أ.ل. كينيدي
- ماريك كون
- أوليفيا لينج
- جانا ليفين
- تيم لوت
- محمود ممداني
- فرانسيس ت. ماكاندرو
- جورج موسر
- ألوندرا نيلسون
- ويندي أورينت
- ديفيد بابينو
- روث باديل
- ماسيمو بيجليوتشي
- ستيفن بول
- جون كوغين
- إيما روتشيلد
- كلاوديو ساونت
- أنيل سيث
- دافا سوبل
- روجر سكروتون
- إريك شويتزجيبل
- كاميلا تاونسند
- موشيك تمكين
- براين دبليو فان نوردن
- نايجل واربرتون[13]
- Margaret Wertheim
- E.O. Wilson
- إد جونغ[14]

## الاستقبال
- فازت مديرة التحرير بريجيد هاينز بجائزة المحترفين الإعلاميين للجمعية الأسترالية للفلسفة في عام 2018.[15]
- ظهرت مقالة مارغريت ويرثيم بعنوان "كيفية لعب الرياضيات" في مختارات أفضل الكتابة في الرياضيات 2018، التي نشرتها مطبعة جامعة برينستون.
- ظهرت مقالة ريبيكا بويل "نهاية الليل" في مختارات أفضل الكتابات الأمريكية في العلوم والطبيعة لعام 2015، تحت عنوان "التأثيرات الصحية لعالم بلا ظلام".[16]
- تم اختيار مقال جيسا جامبل "نهاية النوم؟" كأفضل مقال لعام 2013 من قبل جمعية كتاب العلوم البريطانيين.[17]
- في عام 2013، أطلق هاميش ماكنزي من Pando Daily على مجلة ايون لقب "أفضل مثال لمجلة مصممة لعصر الهاتف المحمول".[4]
- ظهرت العديد من مقالات ايون في ناشونال جيوغرافيك Top Science Longreads
- ظهرت مقالة روس أندرسن " The vanishing groves " في عام 2012،
- ظهرت مقالته "Omens" عام 2013؛ [18]
- ظهرت مقالة لي بيلينجز "Drive-thru astronomy" عام 2013
- ظهرت أيضًا مقالة فيرونيك جرينوود "Cows might fly" عام 2013.

## الشراكات
أقامت شركة ايون شراكات مع العديد من المنظمات والمنشورات، بما في ذلك
- مركز دراسة المخاطر الوجودية بجامعة كامبريدج
- دار نشر جامعة برينستون
- دار نشر معهد ماساتشوستس للتكنولوجيا [19]
- مهرجان HowTheLightGetsIn. لديه شراكة صوتية مع تطبيق الصوت Curio.[20]

## إعادة النشر بموجب ترخيص المشاع الإبداعي
المقالات المتوقفة حاليًا في مجلة Ideas متاحة لإعادة النشر بموجب ترخيص المشاع الإبداعي. وقد تم نشر هذه القطع بواسطة وسائل الإعلام عبر الإنترنت مثل ذا أتلانتيك  و بي بي سي.